# Timea Majorová
Timea Majorová (Bratislava, 2 de octubre de 1974) es una competidora profesional de fitness eslovaca.

## Biografía

### Primeros años
Majorova nació de padre húngaro y madre eslovaca en 1974 en Bratislava (Checoslovaquia). Tiene un gemelo, František. Su padre es profesor y su madre enfermera. Además de ser atlética, Timea habla con fluidez tres idiomas, además del inglés: húngaro, ruso y eslovaco.
Comenzó sus estudios en una escuela primaria húngara. Regresó a Bratislava para entrar en la universidad, licenciándose en fisioterapia.

### Carrera en el fitness
Timea Majorova empezó a participar en competiciones deportivas y de fitness a una edad muy temprana y también probó suerte en el mundo de la moda y la belleza, habiendo ganado un concurso de belleza. Su primer concurso de fitness fue el Campeonato de Eslovaquia de Fitness de 1994, en el que quedó segunda. El 14 de febrero de 1997, Timea obtuvo el visado para Estados Unidos. Entonces se trasladó a Los Ángeles para proseguir su carrera de fitness, donde representó a Eslovaquia en los campeonatos europeos. Finalmente ganaría un campeonato en 1997, cuando quedó primera en el Campeonato Mundial Amateur. La victoria de 1997 la convirtió en profesional del fitness de la IFBB. Su primer Fitness Olympia fue en 1998, donde quedó sexta. Fue durante el Fitness Olympia de 1999 cuando Timea conoció a Joe y Betsy Weider, a los que considera una figura motivadora muy importante en su vida. En 1999 Timea obtuvo el 5º puesto en el Arnold Classic. En total, ha participado en más de veinte competiciones.

## Historial competitivo
- 1995 - Ms Slovakia Fitness — 1º puesto
- 1997 - European Amateur Fitness Championships — 1º puesto
- 1997 - World Amateur Fitness Championships — 1º puesto
- 1997 - Fitness Ms. Olympia — 11º puesto
- 1998 - Jan Tana Pro Fitness — 14º puesto
- 1998 - Fitness International — 11º puesto
- 1998 - Arnold Classic — 5º puesto
- 1998 - Fitness Ms. Olympia — 6º puesto
- 1998 - French Pro Fitness Classic — 4º puesto
- 1998 - Czech. Republic Pro Fitness — 3º puesto
- 1999 - Fitness Ms. Olympia — 5º puesto
- 1999 - Fitness International — 4º puesto
- 1999 - Finland Pro Fitness Classic — 3º puesto
- 1999 - Denmark Pro Fitness Classic — 2º puesto
- 2000 - Fitness International — 2º puesto
- 2000 - Atlantic City Pro Fitness — 1º puesto
- 2000 - Fitness Olympia — 4º puesto
- 2001 - Fitness International — 5º puesto
- 2001 - Fitness Ms. Olympia — 5º puesto
- 2001 - Hungarian Pro Fitness — 1º puesto